# アレッサンドロ・チコニーニ
アレッサンドロ・チコニーニ（Alessandro Cicognini、1906年1月25日 - 1995年11月9日）はイタリアの作曲家。

## 映画音楽
- ローマを占領した鳩
- バラ色の森
- ナポリ湾
- 恋はすばやく
- みんなが恋してる
- 黒い蘭
- 屋根
- 殿方ごろし
- 旅情
- パンと恋と嫉妬
- ユリシーズ
- パンと恋と夢
- ドン・カミロ頑張る
- われら女性
- 終着駅
- 懐かしの日々
- ウンベルトD
- 2ペンスの希望
- 陽気なドン・カミロ
- ミラノの奇蹟
- 明日では遅すぎる
- ファウスト（悪魔篇）
- 自転車泥棒
- 靴みがき
- 雲の中の散歩